# Erioptera (Erioptera) carissima
Erioptera (Erioptera) carissima is een tweevleugelige uit de familie steltmuggen (Limoniidae). De soort komt voor in het Afrotropisch gebied.